# صد منظره صوتی ژاپن
صد منظره صوتی ژاپن (انگلیسی: 100 Soundscapes of Japan) در سال ۱۹۹۶، به عنوان بخشی از تلاش‌های خود برای مبارزه با آلودگی صوتی و ترویج حفاظت از محیط زیست، وزارت محیط زیست (ژاپن) صد منظره صوتی ژاپن را تعیین کرد. ۷۳۸ مورد ارسالی از سراسر کشور دریافت شد و ۱۰۰ مورد «بهترین» پس از بررسی توسط گروه مطالعاتی منظره صوتی ژاپن انتخاب شدند. این منظره صوتی‌ها به عنوان نماد برای مردم محلی و ترویج کشف مجدد صداهای زندگی روزمره در نظر گرفته شده‌است. جلسه حفاظت از آلودگی صوتی در ماتسویاما، اهیمه در سال ۲۰۰۲ برگزار شد. 